# Body man

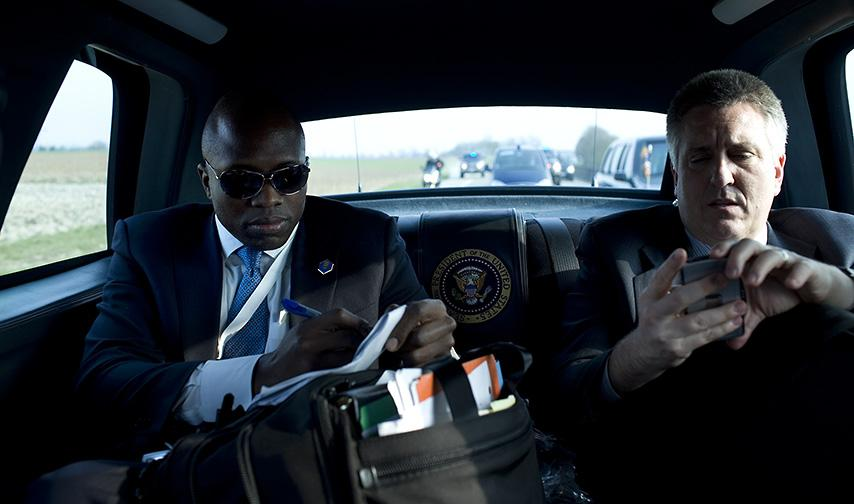
Reggie Love (à gauche), body man de Barack Obama de 2009 à 2011, ici dans une des deux Cadillac One du cortège présidentiel circulant aux alentours de Strasbourg lors du sommet de l'OTAN, en avril 2009.

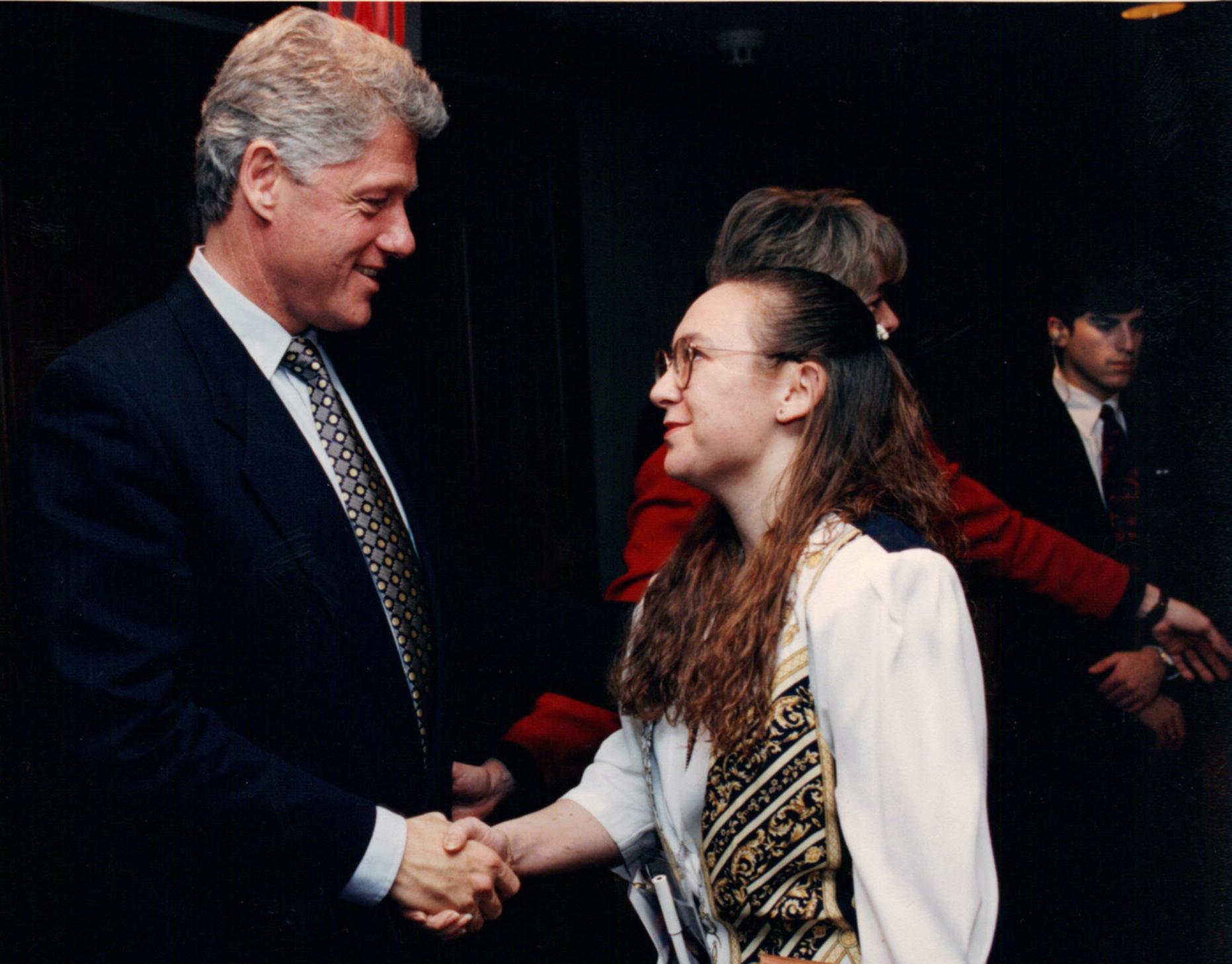
Elliott Frutkin (tout à droite de la photo), agissant en qualité de body man par intérim du président Bill Clinton en 1994-1995. On le voit ici scrutant la file d'attente des personnes attendant de saluer le président américain lors de la Conférence sur le commerce et l'investissement en Europe centrale et orientale en janvier 1995.

Un body man ou une  body woman est, dans le jargon politique américain, un assistant personnel civil et parfois le valet d'un homme politique ou d'un candidat à une élection. Il ou elle accompagne l'homme politique ou le candidat à peu près partout, organisant souvent l'hébergement, le transport et les repas, et fournissant collations, téléphones portables et toute autre assistance nécessaire.

## Liste de body men de présidents américains
- Kris Engskov (en), aide du président Bill Clinton, 1997-2000
- Blake Gottesman (en), aide du président George W. Bush, 2001-2006
- Jared Weinstein (en), aide du président George W. Bush, 2006-2009
- Reggie Love (en), aide du président Barack Obama, 2009-2011
- John McEntee, aide du président Donald Trump, 2017-2018

### Body men et women de fiction
- Jane Basdin (jouée par Samantha Mathis), aide personnelle du président Andrew Shepherd, dans le film de 1995, Le Président Américain
- Charlie Young (joué par Dulé Hill), l'assistant personnel du président Josiah Bartlet pour les six premières années de la série de la NBC,  À la Maison-Blanche (West Wing)
- Gary Walsh (joué par Tony Hale), aide personnel de la vice-présidente Selina Meyer dans la série de la HBO Veep
- Blake Moran (joué par Erich Bergen), aide personnel de la secrétaire d'État Elizabeth McCord dans la série de  CBS Madam Secretary (Madame la Secrétaire d'État)
- Marissa Or (jouée par Sarah Steele), aide personnelle du procureur d'État (State Attorney) du comté de Cook, Alicia Florrick, dans série de CBS, The Good Wife
- Dembe Zuma (joué par Hisham Tawfiq), assistant personnel et garde du corps de l'informateur de la FBI Task Force, Raymond Reddington dans la série de la  NBC, The Blacklist (La liste noire)